# Uroptychus nanophyes
Uroptychus nanophyes is een tienpotigensoort uit de familie van de Chirostylidae. De wetenschappelijke naam van de soort is voor het eerst geldig gepubliceerd in 1901 door McArdle.